# نوبوهیرو نایتو
نوبوهیرو نایتو (انگلیسی: Nobuhiro Naito؛ زادهٔ ۲۵ مهٔ ۱۹۷۸) بازیکن فوتبال اهل ژاپن است.
از باشگاه‌هایی که در آن بازی کرده‌است می‌توان به باشگاه فوتبال شیمیزو اس-پالس اشاره کرد.